# Professor contractat doctor
Professor contractat doctor (Agregat a Catalunya) és un professor i investigador d'universitat, amb plena capacitat docent i investigadora, amb contracte laboral de caràcter permanent i dedicació a temps complet en el sistema universitari espanyol -art. 50 LOU-. Per a accedir a aquest contracte és imprescindible ser doctor, haver obtingut l'acreditació del curriculum vitae per a la figura de Professor Contractat Doctor per part de l'ANECA o de l'agència d'acreditació de la Comunitat Autònoma en la qual es troba la Universitat en la qual es pretén treballar i, finalment, superar un concurs d'oposició en la Universitat de destinació, basat en la valoració, per part d'un tribunal, del CV i l'acompliment acadèmic en un nombre variable d'exercicis de defensa oral.
És una figura permanent a la qual s'accedeix teòricament després de passar per la figura de Professor Ajudant Doctor, de caràcter temporal, però que sovint s'alimenta de Professors Associats.

### Sobre l'equivalència entre professor Contractat Doctor i agregat
La denominació de les diferents categories de professor en les diferents legislacions autonòmiques no és la mateixa. Rep el nom de professor Contractat Doctor al País Valencià, Illes Balears o Aragó. Però se sol confondre al Professor Agregat (Catalunya) com a categoria equivalent a professor contractat doctor (resta de l'Estat espanyol). No obstant això, el professor contractat doctor no és una categoria equivalent, sinó que és inferior, a la categoria de professor agregat en la legislació universitària catalana. De fet, en la legislació estatal el professor contractat doctor té per damunt en la carrera acadèmica al professor titular; per contra, el professor agregat sol té per damunt al professor catedràtic.
Per tant, a partir de l'entrada en vigor de la Llei 1/2003, de 19 de febrer, d'Universitats de Catalunya (LUC) no existeix en les universitats catalanes la possibilitat d'incorporar-se al quadre docent amb la figura de Professor Titular, com a categoria prèvia a Catedràtic, sent la categoria de Professor Agregat plenament equivalent a Professor Titular.
La confusió terminològica es deriva del sistema de contractació de les universitats públiques catalanes. Amb la LUC s'ha optat per un sistema de contractació laboral en lloc del sistema del sistema de cossos de funcionaris públics que continua vigent a nivell estatal. Per aquest motiu, es confon l'expressió "professor contractat doctor", que posseeix significats diferents a nivell estatal i català.
Així, en l'Exposició de Motius de la LUC es diu referent a això: "Ha de destacar-se que es regulen, per primera vegada des de la Generalitat republicana, figures de professorat contractat amb contracte laboral indefinit: la de catedràtic, la de professor agregat –ambdues, dins de la tipologia de professorat contractat doctor– i la de professor col·laborador permanent. Aquest professorat és seleccionat directament per les universitats i requereix una acreditació prèvia de recerca, en el cas dels professors agregats i dels catedràtics".

En l'art. 46 de la legislació catalana es comprova clarament que la denominació professor contractat doctor és una denominació genèrica que abasta als professors catedràtics i agregats, que tenen tots dos caràcter permanent, sent el professor agregat el pas previ a catedràtic i que, en tot cas, exigeix una "provada capacitat docent i investigadora".
Article 46. Professorat contractat doctor. L'accés a la universitat en la figura contractual de professorat contractat doctor, amb caràcter permanent, pot fer-se en una de les categories següents: a) Catedràtic o catedràtica, que suposa una carrera docent i investigadora consolidada. b) Professor o professora agregat, que suposa una provada capacitat docent i investigadora.
- Catedràtic d'universitat
- Titular d'universitat
- Professor ajudant doctor
- Professor lector